# Cyrtandra ferrocolorata
Cyrtandra ferrocolorata är en tvåhjärtbladig växtart som först beskrevs av H. St. John (pro. sp..  Cyrtandra ferrocolorata ingår i släktet Cyrtandra och familjen Gesneriaceae. Inga underarter finns listade i Catalogue of Life.